# Interdnestrcom
Interdnestrcom este unicul furnizor de telefonie mobilă în regiunea separatistă-nerecunoscută Transnistria. Fiind parte componentă a holdingului Sheriff, compania deține monopolul la compartimentul telefonie și tehnologii informaționale în Transnistria. Printre serviciile furnizate se numără telefonia fixă, telefonia mobilă, internetul și televiziunea.

## Telefonia mobilă
InterDnestrCom este unica companie ce dispune de licența necesară pentru furnizarea serviciului de telefonie mobilă în regiunea nistreană, care este eliberată de autoritățile de la Tiraspol. Astfel IDC este monopolist în Transnistria la acest compartiment. Serviciul de telefonie mobilă este oferită în standard CDMA la două frecvențe — 450 și 800 MHz. Zona de deservire a abonaților este Transnistria și teritoriile adiacente ale ei. Rețeaua InterDnestrCom lucrează pe două tehnologii ale standardului CDMA — 1x și EV-DO REV.0. Suprafața de acoperire a fiecărei tehnologii este diferită. De asemenea, InterDnestrCom colaborează cu operatorii mobili din Rusia, Ucraina, Belarus și Letonia ce funcționează în standardul CDMA oferă serviciul reciproc de roaming. Roaming-ul în Ucraina este disponibil pentru abonații la frecvența de 800 MHz iar pentru cei de la 450 MHz — în celelalte țări.
Forma internațională a numerilor IDC este:
- +373 774 xxxxx
- +373 777 xxxxx
- +373 778 xxxxx
- +373 779 xxxxx

unde + este ieșirea spre operatorii internaționali, 373 — codul telefonic a Republicii Moldova; 77 — prefixul rețelei InterDnestrCom; x — orice cifră posibilă. Pentru apeluri în cadrul Transnistriei în loc de +373 se formează 0.